# محمد عثمان كجراي
محمد عثمان كجراي شاعر سوداني يعد واحد من أبرز وأكثر الشعراء السودانيين المحدثين شهرة.

## إسمه ولقبه
إسمه بالكامل هو محمد عثمان محمد صالح كجراي.
وكَجَرَاي (بالفتحة على الكاف والجيم والراء) هو لقبه وهو لفظ بلغة قبيلة السبدرات البجاوية بشرق السودان التي ينتمي إليها الشاعر ويعني المحارب.

## ميلاده ونشأته
ولد كجراي بمدينة القضارف بولاية القضارف الحالية شرق السودان في عام 1928 م، ونشأ نشأة دينية سردها في مقدمة ديوانه حيث قال: «نشأت في بيئة دينية صرف. وكان والدي رحمه الله (...) يأمرنا ونحن أخوة أربعة بأن نصحو في الرابعة لصلاة الصبح جماعة، ثم نوقد المصابيح ونخرج ألواحنا ونقرأ أجزاء من القرآن الكريم (...) ثم نعرض القراءة غيباً على والدنا».

## تعليمه وحياته العملية
بدأ تعليمه في المدارس القرآنية المعروفة في السودان بالخلوة حيث حفظ القرآن وهو في سن الرابعة عشرة. وبعد أن اكمل تعليمه النظامي الأولي بمدرسة القضارف الأولية أرسله والده إلى مدينة أم درمان للدراسة في المعهد الديني، وأمضى فيه خمس سنوات.
قطع دراسته لأسباب عائلية واشتغل بالتجارة ليعول على والدته

وأخوته ففتح متجرا صغيرا في قرية تسمى مهلة بمنطقة القضارف والتي صبّت السلطات الإنجليزية جام غضبها عليها في عام 1947 إبّان الحكم الثنائي في السودان حينما أصدر حاكم القضارف المفتش البريطاني مستر لي قراراً بإحراقها بحجة أن سكانها كانوا يهربون الاسلحة عبر الحدود الحبشية مع السودان التي كانت تشكل خطرا على الوجود البريطاني في المنطقة ويمارسون الصيد غير المشروع، فاحترق المتجر مع بقية منازل ومحال القرية، وإضطر كجراي إلى العودة إلى مدينة القضارف للإقامة فيها وتقدم بطلب إلى مفتش التعليم فيها ليعمل في وظيفة مساعد مدرس. تم قبول طلبه وأرسل إلى معهد بخت الرضا للتأهل وتخرج فيه ليعمل معلمًا بمصلحة المعارف السودانية آنذاك ويتنقل بين المدارس الوسطى والثانوية المختلفة في السودان كما تلقى دراسات تأهيل المعلمين بمعهد التربية بشندي، ثم عين موجهًا فنيًا بوزارة التربية والتعليم. وفي سبتمبر / تشرين الأول 1989 م، ذهب كجراي إلي منفاه الاختياري في مدينة أسمرا، الإريترية لأسباب سياسية ليعود منها إلى السودان في يونيو / حزيران من عام 1989 م 
وفي عام 2012 تكفلت دولة قطر بطباعة «ديوانه في مرايا الحقول»، ضمن مجموعة دوواين لشعراء سودانيين آخرين بارزين.

كان عضو اتحاد الأدباء، وعضو رابطة أدباء كسلا. وتقلد منصب السكرتير العام لجماعة أولوس الأدبية وهو أحد مؤسسيها

## أعماله الأدبية
بدأ اهتمامه بالأدب منذ سن مبكرة ونشر مقالاته تحت اسم مستعار هو كجراي والذي أصبح فيما بعد لقبه الرسمي وأول ما نُشر له من أعماله بهذا الاسم كان في العام 1948 م بجريدة «السودان الجديد». وأول قصيدة نشرت له على مستوى الوطن العربي كانت بمجلة «الرائد» الكويتية بعنوان: السأم والأحلام الميتة، في عام 1957 م. وتوالت بعد ذلك أعماله الأدبية المنشورة في الصحف والمجلات ومنها قصيدة «العودة إلى الجحيم» التي نشرتها له مجلة «صوت المرأة» السودانية في أكتوبر / تشرين الثاني 1964.

## دوواينه
صدرت له أربعة دوواين منشورة وهي:
1. الصمت والرماد
2. الليل عبرغابة النيون
3. في مرايا الحقول
4. إرم ذات العماد

وله أيضا اعمالا ادبية أخرى منها:
- أنفاس البنفسج
- ترجمة رباعيات الخيام
- خماسيات أبو شول (قصص للأطفال) وتصنّف ضمن أدب الأطفال

## اسلوب شعره
يعد كجراي من رواد الشعر الحديث الحر علي مستوي الوطن العربي ضمن مجموعة الشعراء السودانيين المحدثين امثال محي الدين فارس وجيلي عبدالرحمن ومحمد المهدي المجذوب وصلاح احمد إبراهيم وعلي المك، قال عنها الفيتوري بأنها وضعت أسس حركة الشعر العربي الحديث في السودان.
كما ينتمي الشاعر محمد عثمان كجراي إلى شعراء الخمسينيات والستينيات من القرن العشرين الذين اهتموا بالتجديد في البنية الإيقاعية للقصيدة العربية، وفي شكلها وموضوعها الشعري، ويبدو في شعره التأثر ببدر شاكر السياب، وعبدالوهاب البياتي، ومن جاراهم من شعراء مصر والشام والعراق.

يقول كجراي:
يا نجمتي مات الشروق وكنت ألهث بين أودية العدمْ
لم أدرِ كم قد مرَّ عام
قد كنت في الكهف القديم مع السرّاب مع الظلامْ
«قطْميرُ» كان بجانبي لم أدر كم قد مرَّ عامْ
وحشٌ خرافيٌّ يصب الموت بين مفاصلي
يعوي إذا غنيت لحن شواطئي وقوافلي
ويعتمد كجراي في كتابة قصائده الشكل التفعيلي والسطر الشعري، ويميل فيه إلى الرمزية، وحجب الدلالة، والتعويل على الأساطير والأحاجي القديمة، حيث يقوم بإعادة تشكيلها أو باستعارة رموزها في بعض الأحيان، وأحياناً أخرى يقوم بتوظيفها في سياق جديد. كما يتسم شعره بالسردية الحكائية. ويبدو تأثره بالميثولوجيا الإغريقية تماماً كصلاح أحمد إبراهيم واضحاً في بعض قصائده فهو يقول:
ها آنذا أنوء بصخرتي الصماء
يا سيزيف أهدر في دروب الليل طاقاتي
فيا وطن الضياع المرّ يا نصلاً
يمزقني ويكثر من جراحاتي
كتب كجراي أيضاً بالعامية السودانية بأسلوب واضح المعنى والبيّان

ومن ابرز ما كتب في هذا المضمار قصيدة «بسمة الأنوار»، ويقول مطلعها:
قالوا الزمن دوّار يا بسمة النوّار
ياريت تعود أيامنا ونكمّل المشوار
ياقلبي يا سواح
قول لي متين نرتاح
دمع الحنين خلاّنا ما نعرف الأفراح

## رأي النقاد
قال عنه عبد الله حامد الأمين في ندوة أدبية ضمت الشاعر اليمني عبد الله حمران، والوليد إبراهيم، ومهدي محمد سعيد وعدد آخر من الشعراء والأدباء والنّقاد العرب: «هذا شعر كجراي.. اتحدى من يجد فيه بيتاً غير موزون.. أو كلمة غير عربية». وقال فيه الشوش «كجراي شاعر رصين ارتبط شعره بقضية التحرر الوطني، وبالعروبة، والمبادئ والقيم النبيلة». وقال عنه الشاعر صلاح احمد إبراهيم: «من احتذى حذو كجراي، جاء شعره مبرأ من كل عيوب وسقطات الشعرالحديث». وأشار اليه الأديب عبد الهادي الصديق باعتباره صوتاً هاماً من اصوات الشعر السوداني الحديث. وقالت عنه دار النسق التي تولت طباعة ديوانه الأول، وعنوانه الليل عبر غابة النيون: «إننا نستمد حماسنا من النصوص المدهشة التي أمامنا، ومن أصدقائنا الكتّاب الذين يشدون من أزرنا ويتوقعون منا الإنجاز، والشاعر محمد عثمان كجراي في هذه الباقة (الشعرية) نموذج رفيع لحوافزنا الروحية».

## وفاته
توفي كجراي في 8 أغسطس / آب 2003 م في مدينة كسلا بشرق السودان.

## نماذج من أعماله الشعرية

### الليل عبر غابة النيون
لا تجرحي الصمتَ فإن الليلَ فوق سقفكمُ عيونْ
تنفذ كالشعاع حين يرتمون
على المدى البعيد عبرَ غابة النيونْ
أجهدت روحي حينما حاولت أن أكتب ما أقولْ
لكنني أعرف أن الصمت لا يجدي
وأن موجة الحزن التي تعصف بالقلوب لن تطولْ
أعرف أن بيننا عوالـمًا على المدى السحيقْ
ألهث في امتدادها،
وأمسح الجبين من غزارة العرقْ
وحدي قطعت رحلة الأسَى على أجنحة الأرقْ
مشاعري كما عهدت مثلما أغنية
تخضر في مساحة الورقْ
همستُ كلمتينْ
ربيعنا أورق في الحقول مرتينْ
والشوق قد أنبت في الجدار زهرتينْ
تشدني إليك يا صديقي رهافة النغمْ
وذلك المرهقُ في جوانحي
تعصره أصابع الألمْ
وأنتِ في مداركِ البعيدْ
لا تجهلين أنني
أمشي على مزرعة الشّوك نهارًا نازفَ الوريدْ
وهأنا وحدي مع الظلامْ
وحدي مع الليل الذي
يقطر الأحزان في مشاتل الخيالْ
يكفي عزاء أننا نصارع الظلام في انتشاره الرهيبْ
نقول للناس ارفعوا رؤوسكم
لأننا نعرف أنَّ غدنا
يشرق من ذؤابة المغيبْ
فَلنُشْعِلِ الأحرف يا صديقتي
يكفي بأنا نفضح الظلمة من أعماقها ونصنع الحياةْ

### أغنية العودة
(مهداة إلى عبد الوهاب البياتي)
سأعود يا وطنَ النجومِ، غدًا سأخترق الجدارْ
يافا أعود إليكِ في وضح النهارْ
ظمئي إليك، فراشة للعطر يدفعها الحنينْ
فتظل تلهثُ
في دروب الشمس تبحثُ
عن شفاه الياسمينْ
فوق الروابي الخضر في وطني الحزينْ
سأعود مرفوعَ الجبينْ
ومعي الرفاقْ
أبناء شعبي الثائرونْ
في عمق أعماقي تضجُّ الذكرياتْ
سرب الصبايا، والعيون الحالماتْ
وصَدَى عبير الأغنياتْ
شعبي الذي بالأمس ماتْ
لا، لم يمتْ
يافا أعود مع العصافير الطليقة